# Route nationale 612
Die Route nationale 612, kurz N 612 oder RN 612, war eine französische Nationalstraße, die von 1933 bis 1973 zwischen Estagel und Elne verlief. Ihre Länge betrug 42,5 Kilometer.

## N 612a
Die Route nationale 612A, kurz N 612A oder RN 612A, war von 1933 bis 1973 eine französische Nationalstraße und zugleich ein Seitenast der N 612, der von dieser in Thuir abzweigte und nach Perpignan führte. Ihre Länge betrug 13,5 Kilometer.